# Basset des Alpes
Pour les articles homonymes, voir Basset et Basset (chien).
Le basset des Alpes (Alpenländische Dachsbracke) est une race de chiens originaire d'Autriche. C'est un chien courant de type basset, construit dans la robustesse. La robe à poil court est fauve unicolore ou noire et feu. C'est un chien de chasse notamment utilisé comme chien de recherche au sang des ongulés ou comme chien courant sur le lièvre et le renard.

## Histoire
Les chiens de chasse employés dans l'Antiquité évoquent le type du basset des Alpes. Le basset des Alpes serait originaire d'Allemagne, plus précisément des monts Métallifères entre la Bohême et la Saxe. La race se répandit très vite et fut initialement connue sous le nom de braque de Mauersberg.[réf. nécessaire]
En 1881 et 1885, Rodolphe de Habsbourg demande d'emmener des « dachsbracken », littéralement des « chiens courants à pattes courtes », pour des battues en Turquie et en Égypte à ses chasseurs professionnels de Mürzsteg et d'Ischl. L'Association cynologique d'Autriche reconnait la race en 1932 sous le nom « basset des Alpes de l’Erzgebirge » comme troisième race de chien de rouge. Le nom est modifié en « basset des Alpes » en 1975 et en 1991 la Fédération cynologique internationale classe la race parmi les chiens de rouge du groupe 6. La race est assez connue en Autriche et quelques sujets sont présents en Italie mais en dehors de ces pays, la race est très rare.

## Standard

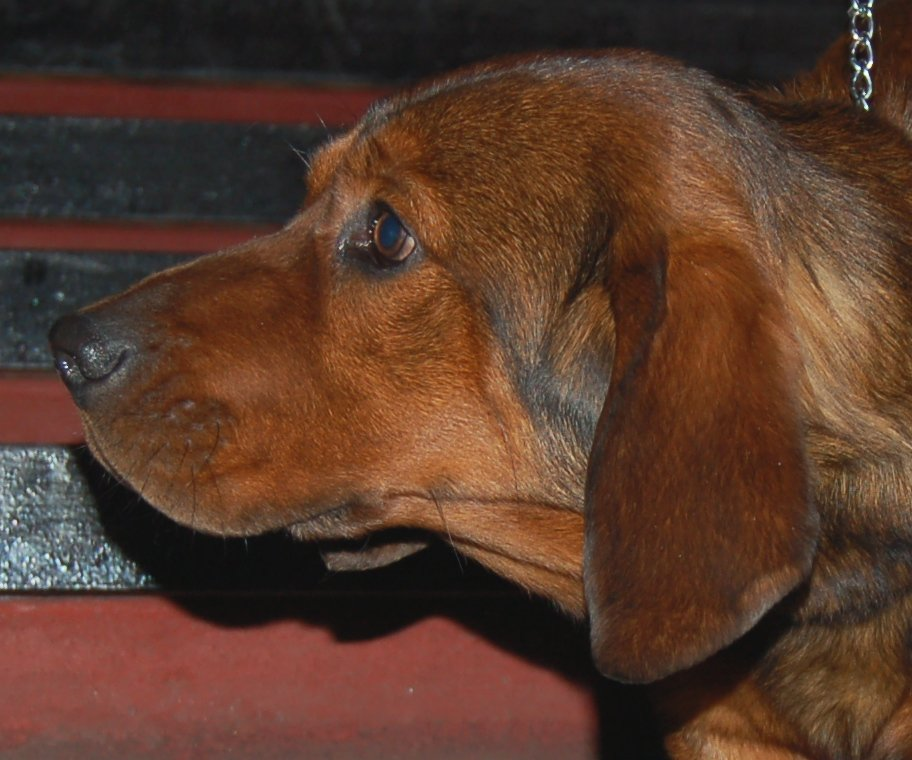
Portrait d'un basset des Alpes présenté en exposition canine à Katowice en Pologne.

Le basset des Alpes est un chien courant bas sur pattes et de constitution robuste. L'ossature est fortement développée avec une musculature ferme. Attachée haut, la queue est forte à la racine et est portée légèrement abaissée. Elle atteint tout juste le sol. Le poil forme une brosse sur la face inférieure. Les yeux sont de couleur marron foncé. Les oreilles sont attachées haut, sans pli, lisses et larges, pendantes. D'une longueur moyenne, leur extrémité est bien arrondie.
Le poil est serré, double et très dense avec un sous-poil épais. La robe admet deux couleurs : le fauve unicolore et le noir et feu. Pour la robe unicolore, la couleur idéale est un fauve foncé tirant sur le rouge dite rouge-cerf, avec ou sans tiquetage noir. Pour le noir et feu, les marques feu rouge-brun sont bien délimitées sur la tête (chien quatreoeillé), au poitrail, aux membres, aux pieds et sur la face inférieure de la queue. Il est toléré une étoile blanche sur le poitrail.

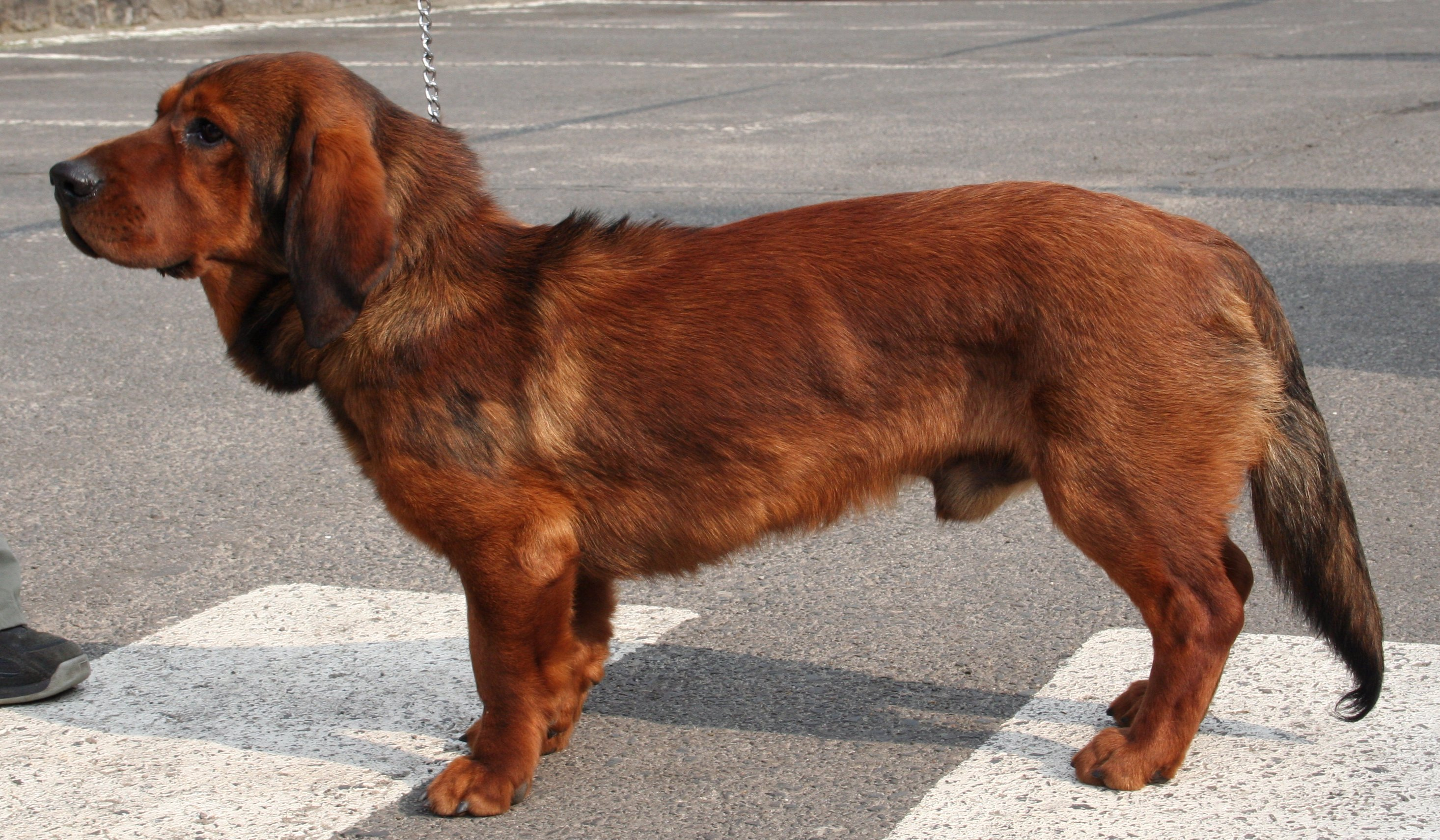
Basset des Alpes rouge-cerf.
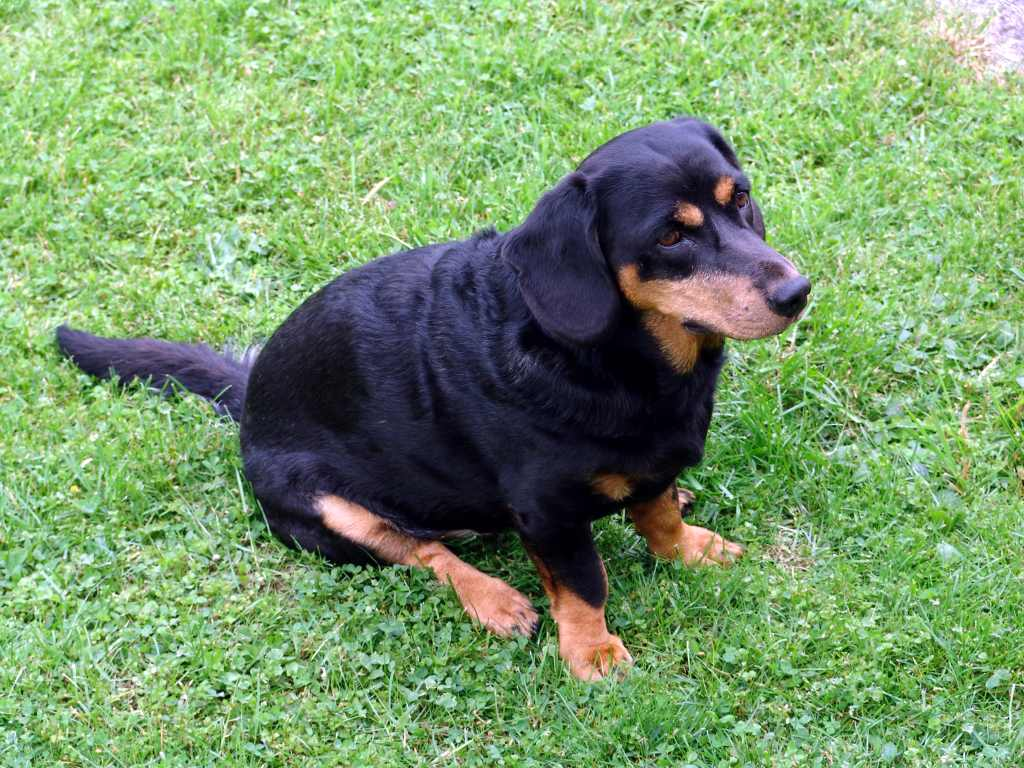
Basset des Alpes noir et feu.

## Caractère
Le standard FCI décrit le basset des Alpes comme une race éveillée, aimable, impavide et inébranlable. Affectueux, il est pourtant peu adapté à la vie citadine, à moins de l'y habituer très jeune.

## Utilité
Le basset des Alpes est utilisé comme chien de recherche au sang des ongulés ou comme chien courant sur le lièvre et le renard, mais également sur le sanglier. C'est une race robuste et résistante aux intempéries. La chasse en meute ne lui convient pas.[réf. nécessaire] Il est doté d'un nez fin, et se révèle endurant et tenace.